# Juan Orol
Juan Rogelio García García (Lalín, Galicia, 4 de agosto de 1897-Ciudad de México, 26 de mayo de 1988), conocido como Juan Orol, fue un actor, guionista, productor y director de cine español.

## Biografía y carrera

### Primeros años
Juan Rogelio García García nació el 30 de julio de 1893 en la parroquia de Santiso, en el municipio de Lalín, en Pontevedra, España. Se sabe que su padre fue un comandante de la Fuerza Armada Española. Su madre, una mujer de origen campesino, fue madre soltera. Su posterior matrimonio con un hombre que no deseaba cargar con un hijo ajeno, la llevó a enviar a Juan con unas amistades radicadas en Cuba.
En Cuba, Orol vivió en los llamados "solares", que es como se conoce en Cuba a las vecindades o barrios populares. Allí tuvo mucho contacto con gentes de origen africano que le enseñaron todas sus técnicas de baile.
Juan ejerció tempranamente múltiples y simultáneos oficios: boxeador, jugador de béisbol, mecánico, piloto de carreras, periodista, actor de teatro, torero y agente de la policía. Abandonó el boxeo para no desfigurarse la cara. En su faceta de corredor de autos, estuvo a punto de correr en Indianápolis, pero le faltaron unas décimas para la marca de 118 millas por hora. En su faceta de torero, pasó por Sudamérica, bajo el nombre de Espartero o Esparterito. Posteriormente se instala en México, donde también fue parte de la Policía Secreta. Así, este gallego se confeccionó una biografía a medida, absolutamente rocambolesca, llena de episodios imposibles e inconexos, como un folletín decimonónico, haciendo de sí mismo un protagonista audaz, valiente e inverosímil, pero sobre todo, dejando entrever a un hombre que, sin gran preparación académica ni base cultural, sobrevivía a fuerza de ingenio. Sin embargo, abandona el ruedo y el estamento policial, dos oficios de gran inspiración para su posterior obra cinematográfica, por una viudez prematura que lo coloca frente a la responsabilidad paternal. Empieza a trabajar en la radio como director artístico y publicista, a la vez que contacta con la naciente industria cinematográfica mexicana.

### Carrera
De manera involuntaria, Juan Orol ingresa en la industria fílmica mexicana. Inicialmente Orol se involucra en el cine como una forma más de subsistir. Con el paso del tiempo desarrollará una pasión por el mundo del cine y es por aquel entonces cuando debuta como codirector en la película silente El sendero gris (Jesús Cárdenas y Juan Orol, 1927) y después como actor secundario de la recién creada Aspa Films en la cinta Sagrario (1933) bajo la dirección del cubano Ramón Peón, conocido también como el Griffith cubano. Al año siguiente, y en vista del éxito de taquilla, Orol arriesga su propio capital y se estrena simultáneamente como productor, guionista y protagonista de la segunda película de Aspa Films, Mujeres sin alma, también dirigida por Peón. Estas dos experiencias le darán ánimo para sumar a sus responsabilidades cinematográficas la dirección, con la que debuta en Madre querida (1935), la tercera producción de Aspa Films. Allí está la herencia del estilo sentimental de Peón y el uso de la triple alianza de mujer, melodrama y lágrimas que demanda el público latinoamericano e inunda las salas cinematográficas del momento. 
Orol, quien siempre había sido un devoto del Cine negro norteamericano (incluyendo una gran admiración por los gánsteres famosos de los años 1930s y 1940s: Edward G. Robinson, James Cagney y Humphrey Bogart), afianzó más esta pasión con un viaje que realizó a Hollywood a principios de los años treinta. Sin embargo, el propio Orol reconocería como su mayor influencia cinematográfica al cineasta José Bohr, uno de los pioneros del cine sonoro de México.
Después de cierto éxito con esta primera película, que al menos le permite sobrevivir, Orol acomete una segunda en 1934, en la que ejerce como codirector con Ramón Peón: ¿Mujeres sin alma: venganza suprema? (1934), que tuvo un éxito inesperado y en la cual apareció su primera musa: su cuñada, la actriz Consuelo Moreno. Las películas de Orol comenzaron a tener un sello de garantía y estilo. Sus temáticas se concretaron casi siempre en incluir el trópico, las rumberas, los paisajes exóticos, bellas y provocativas mujeres, entre las que siempre había una “musa” principal, así como el cabaret como locación ideal. Con estos “ganchos” Orol logró atraer a un público que seguía sus películas. Posteriormente incorporó a los gánsteres, unos más malos y otros un tanto “moralistas”, en cada cinta y que se enamoraban de las “musas” de turno.  En muchas ocasiones, para burlar a los sindicatos fílmicos de México, se inventó coproducciones con otros países, principalmente con Cuba. 
A mediados de los años cuarenta, consolidó su propia casa productora, la España Sono Films. Así mismo, creó en Cuba la productora Caribe Films, que le ayudaba para realizar sus coproducciones con la isla. Además de México y Cuba, Orol llegó a filmar en diversos países: Puerto Rico, Estados Unidos y España.
La primera producción que Orol hace para el cine cubano es la cinta Siboney (1938), la cual cuenta con música de Ernesto Lecuona, Sánchez de Fuentes y Rodrigo Prats, entre otros. Orol ejerce de director, productor, guionista y actor. Para esta película se utilizaron escenarios naturales, entre ellos el Centro Gallego de La Habana. En ella debutó la rumbera cubana María Antonieta Pons, que sería la segunda musa del cine de Orol. 
A pesar de que María Antonieta y sus demás musas posteriores fueron estrellas exclusivas de la España Sono Films, Orol les permitía trabajar con otras casas productoras. María Antonieta Pons es la primera gran rumbera del Cine Mexicano, razón por la que se considera a Orol uno de los principales promotores del llamado Cine de rumberas de los años cuarenta y cincuenta.
Con Pons como estrella, Orol realiza cintas como Cruel destino (1945), Los misterios del hampa (1945) y Embrujo antillano (1946), esta última, un intento del director de incursionar en la industria fílmica estadounidense. La última cinta de la mancuerna Orol-Pons fue Pasiones tormentosas (1946). 
Tras su ruptura con Pons, Orol realizó El amor de mi bohío, (1947), protagonizada por la costarricense Yadira Jiménez en el papel principal. Sin embargo, Jiménez no llegó a desarrollar una relación fílmica relevante con Orol.
En busca de una nueva estrella femenina de sus filmes, Orol se traslada a Cuba, donde organiza un concurso para encontrar a su próxima estrella (se dice que entre las concursantes estuvieron rumberas como Ninón Sevilla y Mary Esquivel). Al no encontrar a su futura estrella, Orol decide volver a México, cuando gracias a su publirrelacionista en Cuba, descubre a la que será su siguiente musa cinematográfica: Rosa Carmina. 
Rosa Carmina debuta de la mano de Orol en la cinta Una mujer de Oriente (1946). Rosa Carmina es la musa más representativa y prolífica de Orol. Con ella realiza dieciséis filmes entre 1946 y 1955. Una de sus primeras cintas con su nueva estrella es El reino de los gángsters (1947), donde hace aparición el personaje más emblemático de la faceta de Orol, como actor: el gánster Johnny Carmenta. Interpretando a Carmenta, y con Rosa Carmina como estrella femenina, Orol filma el que probablemente sea su filme más recordado: Gángsters contra charros (1948). Esta cinta es considerada hoy en día como una película de culto, y cuenta con un lugar relevante en varias filmotecas del mundo. Otras de sus destacadas colaboraciones con Rosa Carmina, es la trilogía fílmica de Percal (El infierno de los pobres, Perdición de mujeres y Hombres sin alma, 1951), adaptación de una famosa historieta del autor mexicano José G. Cruz, que colabora con Orol en algunos otros guiones más.  Otras cintas relevantes de la etapa de Orol con Rosa Carmina son Tania, la bella salvaje (1947), Amor salvaje (1949), La diosa de Tahití (1953), Sandra, la mujer de fuego (1954), Sindicato del crimen (1954) y Secretaria peligrosa (1955). 
Tras separarse de Rosa Carmina, Orol realiza La mesera coja del café del puerto (1955), producción Cuba-México, como director, productor y guionista, con Marta Rams y Julio Capote como actores principales. En ese mismo año, Orol encuentra a la que será su siguiente musa cinematográfica: la también cubana María Esquivel. Esquivel obtuvo su mayor éxito de la mano de Orol en la cinta Zonga, el ángel diabólico (1958), cinta que además significará su primera incursión en el cine a colores. Sin embargo, el éxito de Esquivel como estrella del cine oroliano es mucho menor que el logrado por las musas anteriores. Entre las cintas de Orol filmadas con Esquivel se encuentran Te odio y te quiero (1957), Plazos traicioneros (1958), La tórtola del Ajusco (1960), Tahimí, la hija del pescador (1961) y Bajo el manto de la noche (1962).
Eventualmente, Orol conoce a su última musa: la bailarina mexicana Dinorah Judith, con la que realiza las cintas de su última etapa como director. En esta época, el cine de Orol fue destrozado por la crítica, y según se dice, el director atravesó por una fuerte depresión. Entre sus últimos filmes relevantes se encuentran La maldición de mi raza (1964), Antesala de la silla eléctrica (1966) y el clásico de culto El fantástico mundo de los hippies (1970), realizado de nuevo con coproducción estadounidense.

### Últimos años
Su última cinta como director fue El tren de la muerte (1978), con Julio Alemán. La última aparición de Juan Orol en la gran pantalla fue como actor en Ni modo… así somos (1981) de Arturo Martínez. Allí hace un cameo de sí mismo, en una breve escena de menos de un minuto.
En sus últimos años Orol vivió sumido en una profunda depresión. Pese a los distintos homenajes y ciclos de proyecciones organizados en su honor, el legendario director vivía sumido en una profunda pobreza. Su depresión se arraigó al suponer que su acervo fílmico había sucumbido en el incendio de la Cineteca Nacional de México en 1982. En realidad, en dicho siniestro solo se perdieron algunos negativos originales de sus primeras cintas.

## Vida personal
Juan Orol fue famoso por importar a numerosas actrices (la mayoría de origen cubano) al Cine Mexicano. Su primera esposa fue Amparo Moreno, hermana de la actriz Consuelo Moreno, su primera musa cinematográfica. Con ella procreó a su primer hijo, Arnoldo Orol Moreno, quien entre fines de los años 40 y principios de los cincuenta fungió cómo productor ejecutivo de tres de sus películas y murió en un accidente de trabajo en un estudio cinematográfico. Amparo estuvo casada algunos años con Orol y falleció de tuberculosis.
En 1938, Orol conoció en Cuba a la rumbera María Antonieta Pons. Orol y María Antonieta fueron pareja de baile y el decidió lanzarla como actriz en México con la película Siboney (1938). Orol y María Antonieta estuvieron casados entre 1940 y 1945. Durante su matrimonio, fue célebre la osadía de Orol de defender a su esposa de los galanteos del temido político mexicano Maximino Ávila Camacho. Tras divorciarse de María Antonieta, Orol decidió lanzar como estrella a la actriz y bailarina costarricense Yadira Jiménez. Sin embargo, su colaboración fue efímera. 
Más tarde, a través del publirrelacionista Enrique Brión, Orol descubrió a Rosa Carmina, su siguiente musa fílmica. Orol y Rosa Carmina estuvieron casados entre 1950 y 1955. Rosa Carmina es considerada la más representativa de sus musas. Con ella, Orol vive la época más esplendorosa de su filmografía. Tras separarse de Rosa Carmina, Orol se casó con la cubana María Esquivel. Estuvieron casados entre 1955 y 1963.
Más adelante, un amigo suyo le presentó a su sobrina, Dinorah Judith. Judith será su última musa y su última compañera sentimental, permaneciendo unido a ella hasta su muerte.

## Muerte
Juan Orol murió en la Ciudad de México, el 26 de mayo de 1988.[cita requerida]

## Legado
Juan Orol era un "hombre orquesta" en las películas que realizaba. En la mayoría de ellas participó en más de dos o tres de las actividades principales del filme: gerente de producción, director, productor, guionista o actor. Era un hombre que sentía que debía participar en todo y supervisarlo todo en sus películas para que salieran bien. A pesar de esto, no era un técnico del cine, como lo era sin duda su amigo Ramón Peón, sino todo lo contrario; hacía las cosas más bien por su empuje y su pasión por el cine, sin que se tomara mucho tiempo en su estudio ni en contratar técnicos de alto nivel. Tampoco trataba de explicar la psicología de los personajes ni la geografía de las locaciones que utilizaba, ya que le bastaba con que existieran escenarios y personajes. Estaban allí y actuaban así. Sin embargo, sus películas resultaban un éxito, pues lograban llegar al gusto del público. No en vano, Orol se jactaba de ser El director de las grandes multitudes.
Se ha comparado a Juan Orol con el realizador norteamericano Ed Wood, canonizado como "el peor director de todos los tiempos". Sin embargo, a diferencia del cineasta estadounidense, Orol no necesitó de un homenaje póstumo para ser reconocido. Obtuvo éxito en la taquilla de su tiempo, el público admiraba a sus musas y a sus malvados gánsteres, sin importarle la pobreza argumental y técnica de sus producciones, haciendo caso omiso a la crítica que vilipendiaba su obra, como lo hizo con Te odio y te quiero (1957), filme que la crítica calificó directamente como "muy malo". Incluso se dio el lujo de hacer un remake de su propia obra: Madre querida, su mayor éxito, tiene una nueva versión en 1950. Ed Wood, por su parte, no llegó nunca al gran público: sus obras eran una sucesión de fracasos que escasamente se exhibían en circuitos de segunda, y el volumen de su producción llega a una quinta parte de la de Orol. Pero ambos comparten la precariedad de su modo de producción, la fe ciega en sus esperpentos cinematográficos, y sus seguidores de hoy los consideran "directores de culto".
A Juan Orol, la verosimilitud lo tenía sin cuidado. No así el presupuesto de su producción, que trataba de estirar al máximo, por lo que era conocido como director de una sola toma. Así, los efectos especiales son completamente desconocidos en su obra. En Gángsters contra charros mueren prácticamente todos los hombres armados pero ninguno derrama ni una gota de sangre. La economía podía llegar a detalles como el narrado por Sergio Véjar, operador de cámara de Zonga, el ángel diabólico (1957), en la cual Orol ordenaba que a Esquivel le pintaran cada uña de un color diferente para extender sus manos ante la cámara, reduciendo así los gastos de producción. Igualmente, no hacía falta ir en búsqueda de locaciones exóticas, aunque sus tramas así lo requerían en la mayoría de los casos. En Los misterios del hampa (1944), cuya historia transcurre en Chicago, pasa un autobús en el cual se puede leer "Línea Peralvillo-Cozumel". Y en Zonga, el ángel diabólico, que se desarrolla en la selva amazónica, se puede distinguir en el fondo un monumento a Bolívar que estaba cercano al Bosque de Chapultepec de la Ciudad de México. "Detalles" a los que Juan Orol no daba importancia.
Juan Orol es también considerado como el padre espiritual del llamado Cine de rumberas por haber sentado las bases que enriquecieron al género. También es reconocido por haber importado al Cine Mexicano a dos de las principales estrellas del género: María Antonieta Pons y Rosa Carmina.
En 2012, Juan Orol es objeto de un homenaje en la cinta El fantástico mundo de Juan Orol, dirigida por Sebastián del Amo. Orol es interpretado por el actor mexicano Roberto Sosa.  La cinta es una interpretación libre del cineasta sobre la vida del legendario director, por lo que algunos aspectos de su biografía fueron dramatizados con fines comerciales.

## Filmografía (selecta)

### Director
- El sendero gris (codirector, 1927)
- Madre querida (1935)
- ¿Mujeres sin alma, venganza suprema? (1935)
- Honrarás a tus padres (1936)
- El calvario de una esposa(1936)
- Siboney (1938)
- Cruel destino (Allá en la frontera) (1944)
- Los misterios del hampa (1945)
- Embrujo antillano (1945)
- Pasiones tormentosas (1946)
- Una mujer de Oriente (1946)
- El amor de mi bohío (1947)
- Tania, la bella salvaje (1947)
- El reino de los gángsters (1947)
- Gángsters contra charros (1947)
- La mesera coja del café del puerto (1947)
- El charro del arrabal (1948)
- Amor salvaje (1950)
- Cabaret Shangai (1950)
- El infierno de los pobres (Percal I) (1951)
- Perdición de mujeres (Percal II) (1951)
- Hombres sin alma (Percal III) (1951)
- ¡Que idiotas son los hombres! (1951)
- La diosa de Tahití (Los chacales de la Isla Verde) (1953)
- Sandra, la mujer de fuego (1953)
- El Sindicato del Crimen (Antesala de la muerte) (1954)
- Bajo la influencia del miedo (Gangsterismo en el deporte) (1955)
- Secretaria peligrosa (Agente internacional) (1955)
- Te odio y te quiero (1957)
- Zonga, el ángel diabólico (1958)
- Plazos traicioneros (1958)
- Duelo en la cañada (1959)
- La tórtola del Ajusco (1960)
- Tahimi, la hija del pescador (1961)
- Bajo el manto de la noche (1962)
- La maldición de mi raza (1962)
- Antesala de la silla eléctrica (1967)
- El fantástico mundo de los hippies (1968)
- Historia de un gángster (1968)
- El tren de la muerte (1978)

### Actor
- Sagrario (1934)
- Mujeres sin alma (1934)
- El calvario de una esposa (1936)
- Honrarás a tus padres (1937)
- Siboney (1938)
- Los misterios del hampa (1945)
- Una mujer de Oriente (1946)
- El reino de los gángsters (1947)
- Gángsters contra charros (1947)
- Cabaret Shangai (1949)
- El infierno de los pobres (1951)
- El Sindicato del Crimen (1954)
- Bajo la influencia del miedo (1955)
- Historia de un gángster (1968)
- México de noche (1974)
- Adriana del Río, actriz (1979)
- Ni modo... así somos (1981)